# Conus recluzianus
Conus recluzianus é uma espécie de gastrópode do gênero Conus, pertencente à família Conidae.

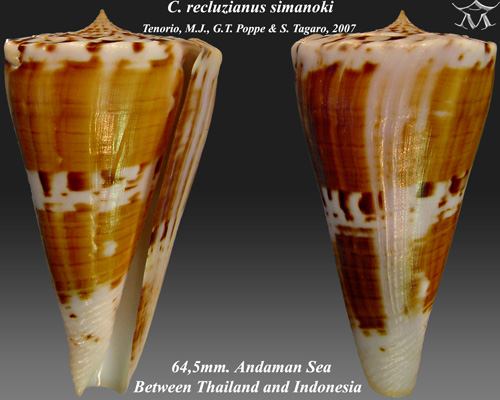
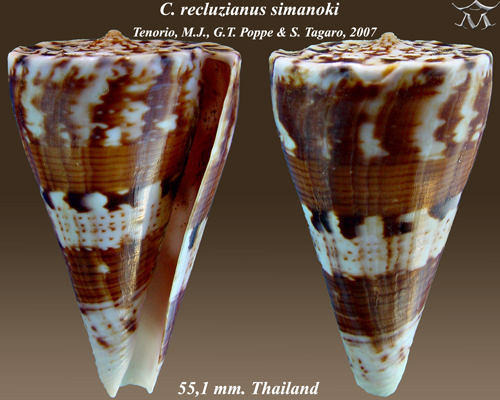